# Personaggi di Private Practice
Questa voce contiene un elenco dei personaggi presenti nella serie televisiva Private Practice.

## Personaggi e interpreti
| Addison Montgomery | Kate Walsh        | Regolare | Regolare   | Regolare   | Regolare | Regolare | Regolare |
| Pete Wilder        | Tim Daly          | Regolare | Regolare   | Regolare   | Regolare | Regolare |          |
| Naomi Bennett      | Audra McDonald    | Regolare | Regolare   | Regolare   | Regolare |          | Guest    |
| Cooper Freedman    | Paul Adelstein    | Regolare | Regolare   | Regolare   | Regolare | Regolare | Regolare |
| Charlotte King     | KaDee Strickland  | Regolare | Regolare   | Regolare   | Regolare | Regolare | Regolare |
| Dell Parker        | Chris Lowell      | Regolare | Regolare   | Regolare   |          |          |          |
| Sam Bennett        | Taye Diggs        | Regolare | Regolare   | Regolare   | Regolare | Regolare | Regolare |
| Violet Turner      | Amy Brenneman     | Regolare | Regolare   | Regolare   | Regolare | Regolare | Regolare |
| Sheldon Wallace    | Brian Benben      |          | Ricorrente | Ricorrente | Regolare | Regolare | Regolare |
| Amelia Shepherd    | Caterina Scorsone |          |            | Ricorrente | Regolare | Regolare | Regolare |
| Jake Reilly        | Benjamin Bratt    |          |            |            | Guest    | Regolare | Regolare |
| Mason Freedman     | Griffin Gluck     |          |            |            |          | Regolare | Regolare |

### Addison Montgomery
- Addison Montgomery, interpretata da Kate Walsh, doppiata da Laura Boccanera.
Chirurgo neonatale, ostetrica e ginecologa.

### Naomi Bennett
- Naomi Bennett, interpretata da Audra McDonald, doppiata da Alessandra Cassioli.
Endocrinologa, specialista della fertilità.

### Amelia Shepherd
- Amelia Shepherd, interpretata da Caterina Scorsone, doppiata da Domitilla D'Amico.
Neurochirurgo, neurologa e ostetrica.

### Pete Wilder
Peter lavora all'Oceanside - Wellness Center come medico naturopatico. Laureatosi in medicina, ha esercitato per anni la professione tradizionale finché, durante un viaggio in Cina, è venuto a contatto con la medicina alternativa. Già durante la prima visita di Addison Montgomery a Los Angeles hanno incominciato a stuzzicarsi, e anche un po' a flirtare. Addison inizialmente lo definisce un ciarlatano, poi acconsentirà a provare l'agopuntura.
Peter è molto attratto da lei, ma promette al suo amico Sam Bennett di starle alla larga. Tuttavia, dopo averla trovata per le scale a piangere per la sua sterilità, la bacia. Più avanti con le stagioni, precisamente nella terza, avranno finalmente una relazione. 
Secondo Sam, Peter è fortemente monogamo, incapace di instaurare un qualsiasi genere di rapporto con un'altra donna dalla morte di sua moglie. La sua relazione con la moglie rappresenta qualcosa di misterioso, spesso Pete appare riluttante a parlarne. Durante una visita al cimitero per l'anniversario della sua morte scopriamo essere morta nel 2001, all'età di 40 anni. Durante una discussione riguardante una paziente, Pete rivela agli altri dottori che il suo era un matrimonio triste, perché la moglie era malata, e loro incapaci di farlo funzionare. Ha inoltre raccontato ad Addison di essere andato a letto al mercoledì, e svegliatosi, la mattina dopo, di averla trovata morta. Durante un'altra visita alla tomba di sua moglie, sfoga tutta la sua rabbia, dicendole che la odia, ma si scusa per non essere riuscito a salvarla. In un altro momento Pete confessa a Violet che al tempo della sua morte stavano cercando di avere un bambino.
Nella seconda stagione una misteriosa donna apparsa dal passato di Pete, Meg Curtis, arriverà alla clinica rivelando sorprendenti dettagli del suo passato. Meg è un dottore di Medici senza frontiere, ex fidanzata di Pete. I due si sono incontrati quando erano entrambi specializzandi, e poi insieme entrarono nell'organizzazione. Meg racconterà ai colleghi di Pete che l'uomo, durante la guerra in Bosnia, molti anni prima, ha salvato la vita di moltissimi bambini mentre erano sotto attacco.
Pete racconta a Meg che ha il vizio del fumo, e che anche sua moglie aveva il vizio del fumo, ma che non riuscì a smettere prima di morire. Nonostante la loro relazione sembri riprendere, Meg parte per una nuova missione in Ghana, dove lavora ad una ricerca contro la malaria, ma Pete le chiede di tornare da lui perché lo rende felice. Lei torna, smette di fumare, ma la relazione non funziona comunque. Nel momento in cui Pete metterà gli occhi su Violet Turner, si può dire che la relazione con Meg sia passata in secondo piano.
La relazione con Violet parte come di solo sesso, ma più tardi Pete si rende conto che vuole di più. Quando chiederà a Violet se vuole muoversi verso un livello successivo e iniziare una vera relazione, lei reagirà negativamente, dicendogli che non crede nelle sue intenzioni, visto il suo passato. A dare però un secco taglio al loro rapporto è l'infedeltà di Violet, che rimane incinta. La donna vuole tenere il bambino, ma non vuole sapere chi sia il padre tra Pete e Sheldon. Alla fine si scopre che il figlio è di Pete.
Quando per un periodo Violet se ne va, Pete si riavvicina ad Addison, i due instaurano una relazione e crescono assieme il figlio di Pete e Violet ricreando un piccolo nucleo familiare che si sfalderà quando Violet farà ritorno. 
Alcuni mesi più tardi, Violet denuncia Pete perché non gli permette di tenere Luckas (loro figlio) e i due vanno in tribunale. Il verdetto del giudice dice che entrambi sono i genitori ed entrambi possono vedere il bambino.
Un anno dopo, lui e Violet si sposano. Alla fine della quarta stagione, dopo la partenza di Violet per promuovere il suo libro, ha un infarto.

### Sheldon Wallace

Sheldon Wallace

Sheldon è uno psichiatra inizialmente lavoratore dello studio clinico rivale dell'Oceanside Wellness-Center. È stato fidanzato con Violet Turner dalla quale inizialmente credeva di avere un bambino, ma il cui padre è risultato essere Pete Wilder. È stato fidanzato anche con Charlotte King, ma ha rotto il fidanzamento quando Cooper Freedman le ha chiesto di sposarlo e lei ha risposto di sì.
Nella terza stagione è stato assunto dall'Oceanside Wellness e lavora spesso con Violet, infatti i due sono rimasti buoni amici.
Inizia nel corso della quarta stagione a provare qualcosa per Amelia Sheperd.

### Violet Turner
Violet lavora all'Oceanside - Wellness Group come psichiatra. È la migliore amica del dottor Cooper Freedman, che spesso tira fuori da imbarazzanti situazioni con le donne. Nonostante dica ai pazienti che la felicità può essere trovata concentrandosi, lei stessa non riesce a mettere in pratica i propri consigli, e a volte si pone domande sull'utilità della sua professione. Nella prima stagione sta cercando con scarsi risultati di superare la fine della storia quadriennale con Allan Davis, che si è sposato solo quattro mesi dopo averla lasciata con una donna molto più giovane.
Dalla seconda stagione, Violet intraprende due relazioni in contemporanea, con Pete Wilder (suo collega all'Oceanside - Wellness Group) e con Sheldon Wallace, il quale lavora per “il nemico”, lo studio medico concorrente al quarto piano. Dopo aver scelto di stare con Sheldon, scopre di essere incinta, ma non sa chi sia il padre: all'inizio decide di tenere la notizia per sé stessa, ma si confida velocemente con Cooper. Durante una conversazione con Dell ha dei crampi, così ammette di aspettare un bambino e Dell le fa un'ecografia, per assicurarsi che non ci siano problemi. Dopo aver visto il cuore del bambino battere per la prima volta, Violet ha un attacco di panico così Dell la convince ad informare Pete e Sheldon della gravidanza. Lei lo fa, ma dicendo ad entrambi che chiunque sia il padre non avrá nessuna responsabilità nei confronti del bambino, sapendo che nessuno dei due vorrebbe dei figli. Più tardi Sheldon propone a Violet di sposarlo. Alla fine, anche Pete confessa a Violet di amarla e le dice che potrebbero essere una famiglia: lei, molto confusa, lo respinge, ma più tardi lo bacia nel suo studio, confessandogli i propri veri sentimenti. Tornata a casa, Violet viene drogata e sequestrata da Katie, una sua ex paziente con problemi mentali, la quale è fermamente convinta che Violet abbia in grembo la "sua" bambina; Violet pensava che Katie non stesse prendendo le medicine, e Katie, la quale recentemente aveva subito un aborto spontaneo, è euforica nei confronti della sua gravidanza. Katie comincia a seguire le istruzioni per un parto cesareo da un libro affermando che non può aspettare per un parto normale perché sa che verrebbe arrestata. Così Violet stessa le da tutte le istruzioni per un parto cesareo, per aumentare le possibilità che si salvi almeno il bambino.
Subito dopo che Kate ha praticato a Violet il cesareo e portato via il bambino, arriva Pete che la trova agonizzante sul pavimento e con l'aiuto di Naomi, arrivata subito dopo, riesce a chiamare un'ambulanza. Arrivati all'ospedale Addison Montgomery opera Violet, cerando di salvarla senza privarla della possibilità di avere figli in futuro. Intanto, in sala d’attesa, i colleghi dell’Ocean Side cercano di capire cosa sia successo e di stare vicino a Pete e Sheldon. Cooper, nel frattempo, si sente in colpa per aver lasciato Violet da sola e continua a rifiutare di visitare una paziente, che al pronto soccorso chiede insistentemente di lui, non sapendo che si tratta proprio di Katie con il bambino di Violet. Alla fine, Addison e Naomi riescono a salvare sia Violet che il figlio, con enorme sollievo di tutti.
Nella terza stagione, Violet non riesce a superare il trauma e fatica ad occuparsi di Lucas, suo figlio, quindi decide di lasciarlo con Pete, il padre, e scappare. Dopo un lungo periodo di assenza, in cui non si fa sentire e non dà proprie notizie a nessuno, torna e cerca di riconquistare la fiducia di Pete. Quest'ultimo all’inizio è molto restio, soprattutto a lasciarla sola con Lucas, ma alla fine si convince che sia cambiata e che sia pronta ad essere una buona madre. Successivamente, tornano insieme come coppia e decidono di sposarsi.

### Sam Bennett
Sam è, insieme alla ex moglie Naomi Bennett, il fondatore dell'Oceanside - Wellness Group, una clinica privata a Los Angeles. Dal suo matrimonio con Naomi ha avuto una figlia, Maya. Nella quarta stagione inizia una relazione travagliata con Addison Montgomery.

### Dell Parker
William "Dell" Parker è interpretato da Chris Lowell. Dell è il receptionist del Oceanside - Wellness Group, clinica nella quale lavora Addison Montgomery, da cui viene considerato un bel ragazzo. Ha una cotta per Naomi Bennett (che lo porta anche a baciarla), anche se è palese che lei non ricambi i suoi sentimenti. Ha una passione per il surf, che pratica ogni giorno, e ha un nonno in una casa di riposo, il quale compare in un episodio come sospetto abuso. Ha una figlia di 6 anni, avuta all'età di 17 anni con una ragazza tossicodipendente. La ragazza, mentre Dell è assente, fa uso di cocaina e provoca lo scoppio della sua casa: la bambina resterà ferita, mentre la madre subirà gravi ustioni e morirà in ospedale poco dopo. Nel trasportare la figlia del suo collega e amico Sam Bennett in ospedale, è stato investito da una auto. In ospedale muore poi durante un'operazione al cervello. È morto all'età di 24 anni.

### Charlotte King
Charlotte King è interpretata da KaDee Strickland. Charlotte King, originaria dell'Alabama, è cresciuta circondata dai fratelli maschi e dalla madre, tristemente infelice e dipendente dall'alcol. Charlotte impara ben presto a cavarsela da sola e riesce a diventare un medico di successo specializzandosi in Urologia. A Los Angeles è il capo del personale al St. Ambrose Hospital di Santa Monica e spesso il suo ruolo la porta in contrasto con gli altri medici tra cui Naomi Bennet e suo marito Sam, responsabile dell'Oceanside Wellness Center. In seguito ai problemi finanziari dell'Oceanside Wellness Center, diventa responsabile del nuovo studio Pacific Wellcare, uno studio medico in diretta competizione con l'Oceanside di Sam, Naomi e Addison.  Inizia a frequentare il pediatra Cooper Freedman, conosciuto casualmente in chat. Ben presto Charlotte tradisce Cooper con il fratello di Addison, Archer. Perdonata da Cooper, la loro storia è nuovamente messa in crisi nella terza stagione quando Charlotte decide di affiliarsi all'Oceanside dopo che Cooper viene a conoscenza che Charlotte era già stata sposata. Per cercare di mettere fine a questo capitolo della sua vita e riappacificarsi con Cooper, Charlotte cerca il suo ex marito il quale le rivela che il  reale motivo della fine del loro matrimonio era la sua omosessualità. Nella quarta stagione Charlotte e Cooper progettano il matrimonio ma un evento sconvolge la loro vita: mentre sta lasciando il suo studio al St. Ambrose dopo una giornata di lavoro, Charlotte viene aggredita, derubata e stuprata da un uomo misterioso che si scoprirà poi essere un paziente squilibrato. Soccorsa da tutti i colleghi, ormai diventati amici, dapprima Charlotte nega la violenza sessuale e chiede ad Addison di non denunciare l'accaduto. Tuttavia Addison esegue comunque le procedure necessarie e qualche tempo dopo denuncerà l'accaduto. A questo punto Charlotte, accompagnata da Violet, prova a riconoscere il suo assalitore ma fallisce per mancanza di coraggio. L'assalitore giunge al pronto soccorso del St. Ambrose qualche giorno dopo gravemente ferito: la sua compagna lo ha accoltellato e rischia di morire. Sam gli salva comunque la vita e la compagna decide di denunciare l'assalitore di Charlotte per violenza. Solo ora lo stupratore viene arrestato. Al termine della quarta stagione Charlotte e Cooper si sposano. Nella quinta stagione Erika, una giovane donna, giunge all'Oceanside dicendo di essere stata la compagna di una notte di Cooper e che proprio da lui aveva avuto un figlio di nove anni di nome Mason. Cooper è euforico e molto felice per quanto sta accadendo mentre Charlotte è scettica: credendo che Erika volesse solo cercare di arricchirsi, le propone un'ingente somma di denaro per andarsene. Tuttavia la donna rifiuta. Qualche tempo dopo Amelia si accorge di un difetto neurologico di Erika ed insiste per visitarla: solo ora la donna ammette di aver cercato Cooper in quanto gravemente malata di tumore al cervello. Amelia si adopera per tentare di salvarla e coinvolge il fratello Derek, portando Erika a Seattle. L'intervento sembrerebbe riuscito ma Erika alla fine muore. Mason cerca il conforto del padre e pian piano si affeziona a Charlotte la quale diventa a tutti gli effetti la sua nuova mamma.  Nella sesta stagione Cooper e Charlotte avranno tre bambine: una di loro nasce gravemente prematura ma grazie all'intervento di Addison e Sam riesce a sopravvivere.

### Cooper Freedman
Cooper "Coop" Freedman è interpretato da Paul Adelstein. Cooper è il pediatra della clinica Oceanside - Wellness Center. All'inizio è innamorato di Violet Turner, la psicologa della clinica nonché sua migliore amica, ma lui non trova mai il coraggio di dichiararsi per non rovinare la loro magnifica amicizia. Di lì a poco inizia a chattare su internet con una sconosciuta e un giorno si danno un appuntamento, ma il fatidico giorno all'appuntamento scopre che la misteriosa donna altro non è che Charlotte King il capo dello staff al St. Ambrose Hospital, la quale ha un pessimo rapporto con tutti i dottori che lavorano nella clinica di Cooper. Lui all'inizio non riesce a crederci e sta per andarsene, ma poi si fa forza e va da lei; una volta scoperto tutto, lei lo prende per uno scherzo e se ne va, ma l'indomani, dopo una giornata di lavoro, finiscono a letto insieme. Ciò accadrà di nuovo un'altra volta, e così iniziano una storia segreta senza dire niente a nessuno (tant'è che infatti Violet non capisce perché il suo migliore amico è così sfuggente). Lui non gli può dire niente per via del patto fatto con Charlotte, ma lui sta male senza confidarsi con Violet, così un giorno le dice tutto ma facendo promettere di non dire niente a nessuno, specialmente agli altri colleghi. Violet promette, ma non è contenta che Cooper esca con Charlotte perché è sicura che lo farà soffrire, poiché convinta che è una persona senza cuore.

### Jake Reilly
Jacob Miguel "Jake" Reilly è interpretato da Benjamin Bratt. Il Dr. Jake Reilly è un medico specializzato in endocrinologia della riproduzione e dell'infertilità. Egli utilizza un approccio particolare con i suoi pazienti in quanto cura molto la parte psicologica del suo lavoro. È ultimo arrivato al Seaside Health & Wellness, come sostituto di Naomi Bennett.

### Naomi Bennett
Naomi Bennett è interpretata da Merrin Dungey (nel backdoor pilot L'altro lato della vita) e da Audra McDonald (in tutti gli episodi successivi). Naomi è laureata in endocrinologia, e lavora all'Oceanside - Wellness Centre a Los Angeles come specialista in fertilità, insieme al suo ex marito Sam Bennett, guru della salute, che si separò da lei senza un apparente motivo. I due hanno una figlia adolescente Maya, di cui Addison Montgomery è la madrina. Quest'ultima si rivolge a Naomi, la sua migliore amica dai tempi del college (Columbia University College of Physicians and Surgeons) perché vorrebbe avere un bambino. Dopo alcuni test, Naomi comunica a Addison che non potrà avere figli.

### Mason Freedman
Mason Freedman (stagioni 5-6), interpretato da Griffin Gluck, doppiato da Andrea Di Maggio.
È il figlio di Cooper, il quale lo ha avuto senza saperlo da una sua ex fidanzata di nome Erica.

## Personaggi secondari
Bizzy Forbes
Bizzy è la madre di Addison. Quest'ultima ha sempre creduto che la madre fosse stata costretta a subire per tanti anni i tradimenti di suo padre (il "Capitano"), cosa che si rivela falsa nella terza stagione. Bizzy, infatti, dopo il matrimonio, ha capito di essere lesbica e ha avuto una lunghissima storia d'amore parallela con Susan, la sua migliore amica. Nella quarta stagione, ormai divorziata, decide di sposare la sua compagna, ormai in fin di vita a causa di un cancro. Proprio durante il matrimonio, Susan ha un malore in seguito al quale muore. A causa del dolore per la perdita, Bizzy decide di suicidarsi con un cocktail di farmaci.
Kevin Nelson
Poliziotto e agente della SWAT, Kevin è stato per un periodo il fidanzato di Addison. Per problemi di lavoro e di tempo i due si sono dovuti lasciare.
Maya Bennett
Figlia di Sam e Naomi, è sposata con Dink. Si è sposata all'età di 15 anni e nello stesso periodo ha avuto una bambina, di cui è padre lo stesso Dink.
Gabriel Fife
È un dottore disabile. Lavora al Pacific Wellcare Group come specialista genetico. Cerca di inventare nuove cure tramite la modifica della genetica. È innamorato di Naomi, cosa che lei ricambia. Nella terza stagione i due cominciano a sviluppare una storia d'amore andata poi a finire. Nella quarta stagione i due si rimettono insieme e nel finale di stagione Gabriel chiede a Naomi di sposarlo e andare via da Los Angeles; Naomi accetta e i due si imbarcano sul primo aereo in partenza dall'aeroporto.
William White
È il creatore del Pacific Wellcare Group, nonché capo di Naomi. Alla fine della seconda stagione ha licenziato dal capo dello staff medico Charlotte, questa è stata assunta dall'Oceanside Wellness Center. Era affetto da una grave forma di tumore maligno, per cercare di curarlo andò in Svizzera per curarsi con cure sperimentali. Lì però presto morirà al fianco di Naomi. Questa decide quindi di rimanere lì per un po' di tempo prima di tornare a Los Angeles.